# Établissement public (Luxembourg)
Pour les articles homonymes, voir établissement public.
Au Luxembourg, un établissement public est un service décentralisé jouissant d'une certaine autonomie administrative et financière. Ils sont définis comme des « personnes morales de droit public chargées par une disposition législative de gérer des services publics déterminés, en vue de satisfaire à des besoins spéciaux de la population, sous le contrôle tutélaire de l'État ou des communes où elles sont détachées par application de la décentralisation par services ».

## Types
Il existe trois types d'établissements publics au Luxembourg :
- Établissement public à caractère administratif (EPA) ;
- Établissement public à caractère industriel et commercial (EPI) ;
- Établissement public à caractère culturel, social et scientifique (EPCSS).

## Liste
La liste ci-dessous ne comporte que des établissements publics existants, ceux ayant été dissous ne sont pas listés ici :
- Association d'assurance contre les accidents (AAA)
- Autorité luxembourgeoise indépendante de l'audiovisuel (ALIA)
- Banque centrale du Luxembourg (BCL)
- Banque et caisse d'épargne de l'État (BCEE)
- Caisse nationale d'assurance pension
- Caisse nationale des prestations familiales
- Caisse nationale de santé (CNS)
- Centre commun de la Sécurité sociale (CCSS)
- Centre culturel de rencontre abbaye de Neumünster
- Centre de coordination pour projets d'établissement (CCPE)
- Centre de musiques amplifiées (Rockhal)
- Centre de prévention des toxicomanies
- Centre de recherche public de la santé (lb)
- Centre d'études de population, de pauvreté et de politiques socio-économiques
- Centre hospitalier de Luxembourg (CHL)
- Centre hospitalier du Nord (CHN)
- Centre hospitalier neuro-psychiatrique (CHNP)
- Centre national de rééducation fonctionnelle et de réadaptation (Rehazenter)
- Centres, foyers et services pour personnes âgées (Servior)
- Centre national sportif et culturel (Coque)
- Centre thermal et de santé de Mondorf-les-Bains
- Centre virtuel de la connaissance sur l'Europe
- Chambre de commerce
- Commissariat aux assurances (lb)
- Commission de surveillance du secteur financier (CSSF)
- Commission nationale pour la protection des données (lb)
- École francophone de Walferdange
- Établissement de radiodiffusion socioculturelle
- Fondation Henri Pensis
- Fondation Pescatore (lb)[2]
- Fondation Musée d'art moderne Grand-Duc Jean (MUDAM)
- Fondation Restena
- Fonds Belval (lb)
- Fonds d'assainissement de la Cité Syrdall
- Fonds culturel national (lb)
- Fonds de compensation
- Fonds de lutte contre les stupéfiants
- Fonds de rénovation de la vieille ville
- Fonds de solidarité viticole
- Fonds du logement
- Fonds d'urbanisation et d'aménagement du plateau de Kirchberg (lb)
- Fonds national de la recherche (lb)
- Fonds national de solidarité
- Fonds national de soutien à la production audiovisuelle (lb)
- Institut luxembourgeois de régulation (ILR)
- Institut national pour le développement de la formation continue
- Laboratoire national de santé
- Lycée technique école de commerce et de gestion (lb)
- Luxembourg Institute of Science and Technology
- Œuvre nationale de secours grande-duchesse Charlotte (lb)
- Office du Ducroire
- Office national du remembrement
- Office national du ravitaillement
- POST Luxembourg
- Registre de commerce et des sociétés
- Salle de concerts grande-duchesse Joséphine-Charlotte (Philharmonie Luxembourg)
- Service de santé au travail multisectoriel
- Société nationale de crédit et d'investissement (lb) (SNCI)
- Université du Luxembourg

## Compléments